# Вайтвотер (Монтана)
Вайтвотер (англ. Whitewater) — переписна місцевість (CDP) в США, в окрузі Філліпс штату Монтана. Населення — 75 осіб (2020).

## Географія
Вайтвотер розташований за координатами 48°45′49″ пн. ш. 107°37′49″ зх. д. / 48.76361° пн. ш. 107.63028° зх. д. (48.763504, -107.630300).  За даними Бюро перепису населення США в 2010 році переписна місцевість мала площу 2,74 км², уся площа — суходіл.

## Демографія
Згідно з переписом 2010 року, у переписній місцевості мешкали 64 особи в 26 домогосподарствах у складі 18 родин. Густота населення становила 23 особи/км².  Було 38 помешкань (14/км²).
Расовий склад населення:
| - 75,0 % — білих - 15,6 % — корінних американців - 6,3 % — осіб інших рас |

До двох чи більше рас належало 3,1 %. Частка іспаномовних становила 6,3 % від усіх жителів.
За віковим діапазоном населення розподілялося таким чином: 34,4 % — особи молодші 18 років, 59,3 % — особи у віці 18—64 років, 6,3 % — особи у віці 65 років та старші. Медіана віку мешканця становила 31,0 року. На 100 осіб жіночої статі у переписній місцевості припадало 82,9 чоловіків;  на 100 жінок у віці від 18 років та старших — 82,6 чоловіків також старших 18 років.
Середній дохід на одне домашнє господарство  становив 71 660 доларів США (медіана — 65 625), а середній дохід на одну сім'ю — 65 870 доларів (медіана — 63 750). 
Цивільне працевлаштоване населення становило 20 осіб. Основні галузі зайнятості: освіта, охорона здоров'я та соціальна допомога — 35,0 %, сільське господарство, лісництво, риболовля — 25,0 %, транспорт — 20,0 %.